# Jasenski graben
Jasenski graben je potok, ki izvira pri zaselku Jasen v bližini partizanske bolnice Triglav in se izliva v potok Rovščica. Vodna pot teče nadalje preko rek Radomlja in Rača v Kamniško Bistrico. 